# 연수여자고등학교
연수여자고등학교(延壽女子高等學校)는 대한민국 인천광역시 연수구 동춘동에 있는 공립 고등학교이다.

## 학교 연혁
- 1995년 8월 17일 : 학교설립 인가(36학급)
- 1995년 12월 21일 : 학교 신축공사 착공
- 1997년 3월 1일 : 연수여자고등학교 개교
- 1997년 3월 4일 : 제1회 입학식(12학급 658명)
- 1997년 5월 8일 : 학교신축공사 완공(5층)
- 2000년 2월 11일 : 제1회 졸업식(649명)
- 2002년 9월 23일 : 학급 증설 인가(48학급)
- 2024년 2월 8일 : 제25회 졸업식(295명, 연인원 11,834명)
- 2024년 3월 4일 : 제28회 입학식(11학급 327명)
- 2024년 9월 1일 : 제10대 구자 교장 취임

## 참고 자료
- 연수여자고등학교 - 한국교육학술정보원 학교알리미